# Modau (Ober-Ramstadt)
Modau (mundartlich: Murre) ist ein Stadtteil der Stadt Ober-Ramstadt im südhessischen Landkreis Darmstadt-Dieburg.

## Geschichte
Modau entstand am 1. Juli 1971 im Zuge der Gebietsreform in Hessen durch den freiwilligen Zusammenschluss der Gemeinden Nieder-Modau und Ober-Modau mit damals 1876 Einwohnern. 1976 haben sich die Freiwilligen Feuerwehren der beiden ehemals eigenständigen Gemeinden Ober-Modau und Nieder-Modau zur Freiwilligen Feuerwehr Modau zusammengeschlossen. Die neu geschaffene Gemeinde wurde am 1. Januar 1977 kraft Landesgesetzes nach Ober-Ramstadt eingegliedert.
Modau wird seitdem in statistisch-organisatorischer Hinsicht als Stadtteil bezeichnet. Ein Ortsbezirk wurde, anders als für den Stadtteil Rohrbach, nicht eingerichtet. 1992 wurde das Altendienstleistungszentrum Heinrich Gerold Haus errichtet.

## Einwohnerentwicklung
Quelle: 
- 1970: 1876 Einwohner
- 2005: 2877 Einwohner
- 2009: 2768 Einwohner
- 2011: 2580 Einwohner (Zensus 2011[10])
- 2017: 2559 Einwohner

## Regelmäßige Veranstaltungen
- Oktober: Kerb[11]
- November/Dezember: Adventsmarkt[12]